# Som man bäddar... (film, 1941)
Som man bäddar... (engelska: Bedtime Story) är en amerikansk romantik-komedifilm från 1941, regisserad av Alexander Hall.

## Handling
Jane Drake vill avsluta sin skådespelarkarriär och leva att lugnt liv på en farm, men hennes man Luke Drake har skrivit en ny pjäs och han insisterar på att hon ska spela huvudrollen i den. Lukes försök att få Jane att ändra sig leder till allt mer dråpliga situationer och till slut skilsmässa.

## Rollista (i urval)
- Fredric March – Luke Drake
- Loretta Young – Jane Drake
- Robert Benchley – Eddie Turner
- Allyn Joslyn – William Dudley
- Eve Arden – Virginia Cole
- Helen Westley – Emma Harper
- Joyce Compton – Beulah
- Tim Ryan – Mac
- Olaf Hytten – Alfred
- Dorothy Adams – Betsy
- Clarence Kolb – Collins
- Andrew Tombes – Pierce
- Torben Meyer – Dinglehoff (ej krediterad)
- Grady Sutton – Bert, modedesigner (ej krediterad)
- Pierre Watkin – Eccles (ej krediterad)